# Овсянка Янковского
Овсянка Янковского (лат. Emberiza jankowskii) — вид птиц из рода настоящих овсянок.

## Внешний вид
Размером с домового воробья. Верх тела буроватый, низ светлый. На груди каштановое пятно; шапочка, полоса через глаз и «усы» тёмные.

## Распространение
Гнездится в северо-восточном Китае и в Корее. В пределах России до 1970-х годов встречалась на крайнем юге Приморского края в Хасанском районе, однако уже летом 1978 года российские орнитологи её там не смогли обнаружить даже после тщательных поисков.

## Образ жизни
Гнездится на пологих травянистых склонах невысоких сопок с редкими кустарниками и деревьями, на приморских дюнах и в зарослях тростника. Гнездо устраивает на земле среди редкой травы. Материал для гнезда — стебли и листья трав, лоток выстилается тонкими травинками и конским волосом. В кладке 4 — 5 яиц. Насиживает самка, а птенцов кормит главным образом самец. В год, вероятно, бывает два выводка.

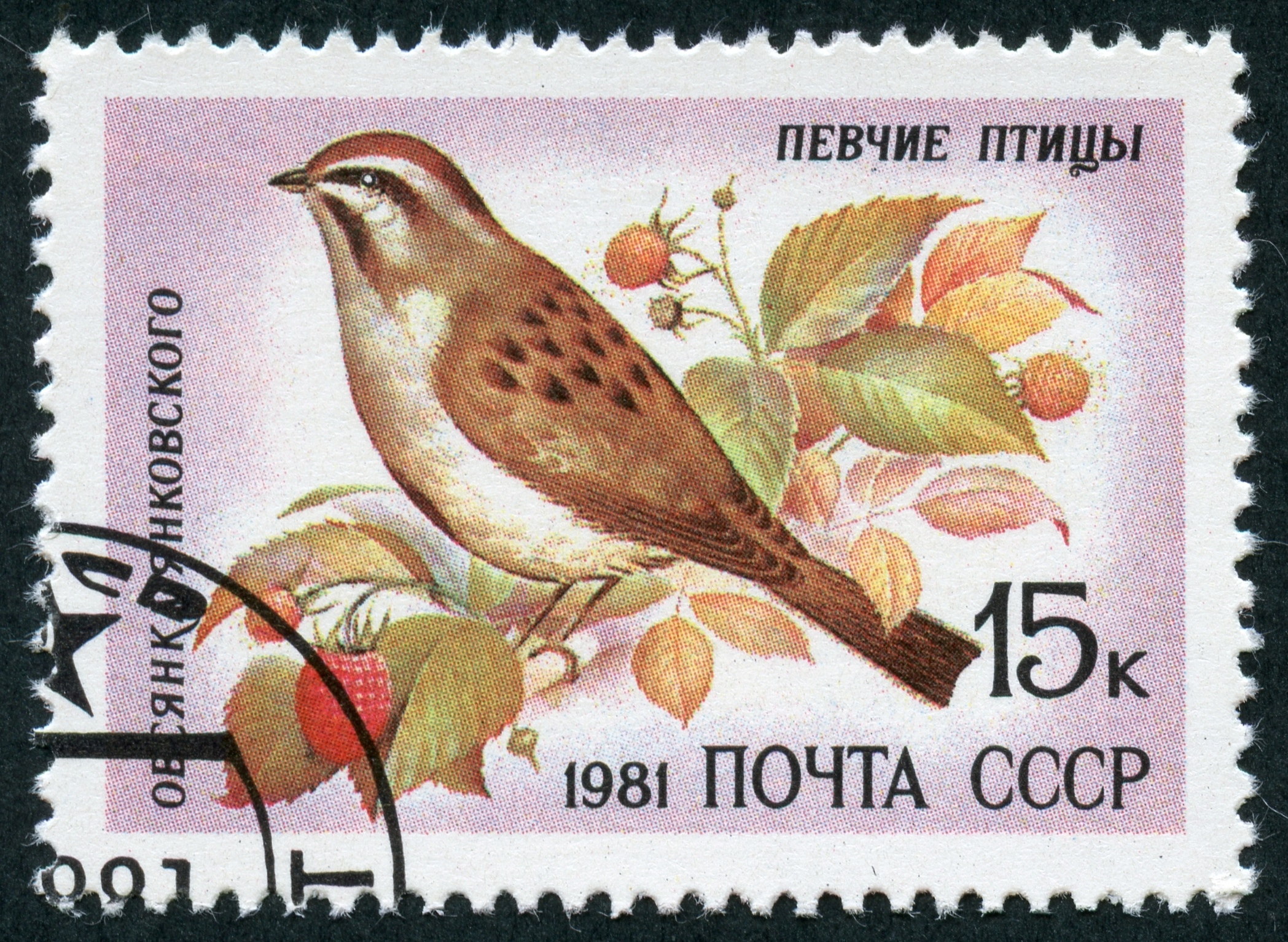
Овсянка Янковского. Марка СССР. 1981 г. Серия «Певчие птицы»

## Численность
В западной части ареала гнездится около 300 птиц. На территории России, видимо, исчезла. Занесена в Красную книгу России (статус 1 — узкоареальный вид, находящийся под угрозой исчезновения, вероятно исчезнувший в России). Причина исчезновения — изменение условий в местах гнездования (в том числе выжигание сухой травы) и конкуренция с другими, более пластичными видами овсянок.